# Цаголов, Георгий Александрович
Гео́ргий Алекса́ндрович Цаго́лов (осет. Цæголти Алаксани фурт Геуæрги; 29 июня 1897 — 29 апреля 1919) — участник Гражданской войны, осетинский большевик, один из организаторов борьбы за установление советской власти на Кавказе.

## Биография
Родился в 1897 году в селе Христиановское Терской области в семье учителя. В 1916 году окончил Владикавказскую гимназию и поступил на юридический факультет Московского университета. В том же году вступил в РСДРП(б).
Принимал участие в событиях Февральской революции 1917 года. В апреле того же года Цаголов вернулся во Владикавказ, где занялся большевистской агитацией. Являлся одним из организаторов осетинской партии Кермен, председателем её центрального комитета. Руководил «Обществом горской молодёжи», которое размещалось на третьем этаже
гостиницы «Нью-Йорк» на Московской улице.
В конце 1917—1918 годах был председателем Реввоенсовета фронта в Сарыкамыше, затем работал в Баку. В 1919 году Цаголов стал одним из руководителей обороны Владикавказа от войск Деникина. После падения Владикавказа был схвачен противником и казнен 29 апреля 1919 года.

## Семья
- Брат, Николай Александрович Цаголов (1904—1985) — советский экономист.
- Племянник, Георгий Николаевич Цаголов (1940—2019) — доктор экономических наук, публицист.

## Память
Именем Цаголова названа улица во Владикавказе. В Дигоре имеется его дом-музей.
Свято чтят память Георгия Александровича Цаголова трудящиеся Северной Осетии. Его именем названы совхоз в его родном селе, школа и улица в городе Орджоникидзе.